# Eurytoma cuneiforma
Eurytoma cuneiforma är en stekelart som beskrevs av Bugbee 1982. Eurytoma cuneiforma ingår i släktet Eurytoma och familjen kragglanssteklar. Inga underarter finns listade i Catalogue of Life.